# Vännäs HC
Le Vännäs HC est un club de hockey sur glace de Vännäs en Suède. Il évolue en Hockeyettan, troisième échelon suédois.

## Historique
Le club est créé en .

## Palmarès
- Aucun titre.